# 洛曼 (愛達荷州)
洛曼（英語：Lowman）是位於美國愛達荷州博伊西縣的一個人口普查指定地區。

## 地理
洛曼的座標為44°04′51″N 115°37′00″W / 44.08083°N 115.61667°W，而該地最高點為海拔高度1153米（即3776英尺）。

## 人口
根據2010年美國人口普查的數據，洛曼的面積為5.38平方千米，當中陸地面積為5.28平方千米，而水域面積為0.10平方千米。當地共有人口42人，而人口密度為每平方千米7.81人。